# Australothis
Genre
Australothis est un genre de lépidoptères (papillons) de la famille des Noctuidae et de la sous-famille des Heliothinae.

## Liste d'espèces
- Australothis exopisso Matthews, 1999
- Australothis hackeri Kobes, 1995
- Australothis rubrescens (Walker, 1858)
- Australothis tertia (Roepke, 1941)
- Australothis volatilis Matthews & Patrick, 1998